# ミネルヴァ日本評伝選
『ミネルヴァ日本評伝選』（ミネルヴァにほんひょうでんせん）は、ミネルヴァ書房で刊行されている日本史上の人物の評伝叢書。

## 概要
古代から近現代に至るまで、日本列島の歴史を造ってきたさまざまな人物の歩みをたどるシリーズ。「いま、人物から日本史を問いなおす」をキャッチフレーズに、ミネルヴァ書房創業55周年特別企画として2003年に刊行が開始された。実証的な研究成果に基づきつつも、血の通った人間ドラマとしての歴史叙述を目指す。上横手雅敬、芳賀徹が第1期の監修委員を務めた。
刊行発足時に「歴史を動かすのは人間であり、…　人間の動きを通じて、世の移り変わりを考える」ことを主眼に「歴史を動かしてきた優れた個性を生き生きとよみがえらせる」ことを願って「ミネルヴァ日本評伝選」を企画したと述べている。
宮廷人や武将、政治家だけでなく、作家や画家などの文化人や外国出身の人物など、幅広い分野の人物を取り上げている。ほぼ月一冊刊行のペースが維持され、2019年9月に200巻を超えた。企画当初は150人程度を刊行する予定だったが、専門家の推薦を受けて刊行予定リストを見直した結果、人数が膨らみ、2019年時点で400人以上を取り上げる構想がある。2022年2月で3期目を終え、8月から4期目が刊行される。

## 刊行一覧
• 2003年刊
1. 今谷明『京極為兼：忘られぬべき雲の上かは』〈1〉2003年9月。ISBN 4-623-03809-2。
2. 海原徹『吉田松陰：身はたとひ武蔵の野辺に』〈2〉2003年9月。ISBN 4-623-03903-X。
3. 伊藤孝夫『瀧川幸辰：汝の道を歩め』〈3〉2003年10月。ISBN 4-623-03907-2。
4. 湯原かの子『高村光太郎：智恵子と遊ぶ夢幻の生』〈4〉2003年10月。ISBN 4-623-03870-X。
5. 宮島新一『長谷川等伯：真にそれぞれの様を写すべし』〈5〉2003年11月。ISBN 4-623-03927-7。
6. 佐藤弘夫『日蓮：われ日本の柱とならむ』〈6〉2003年12月。ISBN 4-623-03958-7。

 • 2004年刊
1. 成瀬不二雄『佐竹曙山：画ノ用タルヤ似タルヲ貴フ』〈7〉2004年1月。ISBN 4-623-03968-4。
2. 元木泰雄『源満仲・頼光：殺生放逸朝家の守護』〈8〉2004年2月。ISBN 4-623-03967-6。
3. 関幸彦『北条政子：母が嘆きは浅からぬことに候』〈9〉2004年3月。ISBN 4-623-03969-2。
4. 大久保喬樹『川端康成：美しい日本の私』〈10〉2004年4月。ISBN 4-623-04032-1。
5. 小和田哲男『今川義元：自分の力量を以て国の法度を申付く』〈11〉2004年9月。ISBN 4-623-04114-X。
6. 島内景二『北村季吟：この世のちの世思ふことなき』〈12〉2004年9月。ISBN 4-623-04055-0。
7. 斎藤英喜『安倍晴明：陰陽の達者なり』〈13〉2004年10月。ISBN 4-623-04255-3。
8. 大嶋仁『正宗白鳥：何云つてやがるんだ』〈14〉2004年10月。ISBN 4-623-04149-2。
9. 橘川武郎『松永安左ェ門：生きているうち鬼といわれても』〈15〉2004年11月。ISBN 4-623-04034-8。
10. 松尾剛次『忍性：慈悲ニ過ギタ』〈16〉2004年11月。ISBN 4-623-04150-6。
11. 森茂暁『満済：天下の義者、公方ことに御周章』〈17〉2004年12月。ISBN 4-623-04248-0。

 • 2005年刊
1. 田口章子『二代目市川團十郎：役者の氏神』〈18〉2005年1月。ISBN 4-623-04308-8。
2. 海上雅臣『井上有一：書は万人の芸術である』〈19〉2005年2月。ISBN 4-623-04328-2。
3. 木下長宏『岡倉天心：物ニ観ズレバ竟ニ吾無シ』〈20〉2005年3月。ISBN 4-623-04326-6。
4. 太田雄三『新島襄：良心之全身ニ充満シタル丈夫』〈21〉2005年4月。ISBN 4-623-04296-0。
5. 島内裕子『兼好：露もわが身も置きどころなし』〈22〉2005年5月。ISBN 4-623-04400-9。
6. 室山義正『松方正義：我に奇策あるに非ず、唯正直あるのみ』〈23〉2005年6月。ISBN 4-623-04404-1。
7. 諏訪春雄『鶴屋南北：滑稽を好みて人を笑わすことを業とす』〈24〉2005年7月。ISBN 4-623-04405-X。
8. 佐々木英昭『乃木希典：予は諸君の子弟を殺したり』〈25〉2005年8月。ISBN 4-623-04406-8。
9. 近藤好和『源義経：後代の佳名を貽す者か』〈26〉2005年9月。ISBN 4-623-04475-0。
10. 海原徹『月性：人間到る処青山有り』〈27〉2005年9月。ISBN 4-623-04425-4。
11. 山本隆志『新田義貞：関東を落すことは子細なし』〈28〉2005年10月。ISBN 4-623-04491-2。
12. 笹本正治『武田信玄：芳声天下に伝わり仁道寰中に鳴る』〈29〉2005年11月。ISBN 4-623-04500-5。
13. 矢田俊文『上杉謙信：政虎一世中忘失すべからず候』〈30〉2005年12月。ISBN 4-623-04486-6。

 • 2006年刊
1. 遠山美都男『蘇我氏四代：臣、罪を知らず』〈31〉2006年1月。ISBN 4-623-04560-9。
2. 古田亮『狩野芳崖・高橋由一：日本画も西洋画も帰する処は同一の処』〈32〉2006年2月。ISBN 4-623-04561-7。
3. 小原仁『源信：往生極楽の教行は濁世末代の目足』〈33〉2006年3月。ISBN 4-623-04594-3。
4. 若井敏明『平泉澄：み国のために我つくさなむ』〈34〉2006年4月。ISBN 4-623-04607-9。
5. 小野寺龍太『古賀謹一郎：万民の為、有益の芸事御開』〈35〉2006年5月。ISBN 4-623-04648-6。
6. 新田義之『澤柳政太郎：随時随所楽シマザルナシ』〈36〉2006年6月。ISBN 4-623-04659-1。
7. 田澤晴子『吉野作造：人世に逆境はない』〈37〉2006年7月。ISBN 4-623-04676-1。
8. 井上満郎『桓武天皇：当年の費えといえども後世の頼り』〈38〉2006年8月。ISBN 4-623-04693-1。
9. 村上護『種田山頭火：うしろすがたのしぐれてゆくか』〈39〉2006年9月。ISBN 4-623-04720-2。
10. 伊藤之雄『明治天皇：むら雲を吹く秋風にはれそめて』〈40〉2006年9月。ISBN 4-623-04719-9。
11. 高田衛『滝沢馬琴：百年以後の知音を俟つ』〈41〉2006年10月。ISBN 4-623-04739-3。
12. 飯倉照平『南方熊楠：梟のごとく黙坐しおる』〈42〉2006年11月。ISBN 4-623-04761-X。
13. 小林道彦『桂太郎：予が生命は政治である』〈43〉2006年12月。ISBN 4-623-04766-0。

 • 2007年刊
1. 福田千鶴『淀殿：われ太閤の妻となりて』〈44〉2007年1月。ISBN 4-623-04810-1。
2. 海原徹『高杉晋作：動けば雷電のごとく』〈45〉2007年2月。ISBN 978-4-623-04793-2。
3. 沓掛良彦『大田南畝：詩は詩佛書は米庵に狂歌おれ』〈46〉2007年3月。ISBN 978-4-623-04865-6。
4. 田中英道『支倉常長：武士、ローマを行進す』〈47〉2007年5月。ISBN 978-4-623-04877-9。
5. 朧谷寿『藤原道長：男は妻がらなり』〈48〉2007年5月。ISBN 978-4-623-04884-7。
6. 川田稔『浜口雄幸：たとえ身命を失うとも』〈49〉2007年6月。ISBN 978-4-623-04915-8。
7. 藤田覚『田沼意次：御不審を蒙ること、身に覚えなし』〈50〉2007年7月。ISBN 978-4-623-04941-7。
8. 田端泰子『北政所おね：大坂の事は、ことの葉もなし』〈51〉2007年8月。ISBN 978-4-623-04954-7。
9. 小田部雄次『李方子：一韓国人として悔いなく』〈52〉2007年9月。ISBN 978-4-623-04977-6。
10. 西原大輔『橋本関雪：師とするものは支那の自然』〈53〉2007年10月。ISBN 978-4-623-04997-4。
11. 高田誠二『久米邦武：史学の眼鏡で浮世の景を』〈54〉2007年11月。ISBN 978-4-623-05030-7。
12. 木村幹『高宗・閔妃：然らば致し方なし』〈55〉2007年12月。ISBN 978-4-623-05035-2。

 • 2008年刊
1. 竹貫元勝『宗峰妙超：大燈を挑げ起して』〈56〉2008年1月。ISBN 978-4-623-05070-3。
2. 辻ミチ子『和宮：後世まで清き名を残したく候』〈57〉2008年2月。ISBN 978-4-623-05094-9。
3. 久保貴子『後水尾天皇：千年の坂も踏みわけて』〈58〉2008年3月。ISBN 978-4-623-05123-6。
4. 宮田昌明『西田天香：この心この身このくらし』〈59〉2008年4月。ISBN 978-4-623-05153-3。
5. 平山洋『福澤諭吉：文明の政治には六つの要訣あり』〈60〉2008年5月。ISBN 978-4-623-05166-3。
6. 大久保美春『フランク・ロイド・ライト：建築は自然への捧げ物』〈61〉2008年9月。ISBN 978-4-623-05252-3。
7. 竹内オサム『手塚治虫：アーチストになるな』〈62〉2008年9月。ISBN 978-4-623-05251-6。
8. 岡村正史『力道山：人生は体当たり、ぶつかるだけだ』〈63〉2008年10月。ISBN 978-4-623-05255-4。
9. 福田眞人『北里柴三郎：熱と誠があれば』〈64〉2008年10月。ISBN 978-4-623-04981-3。
10. 松田宏一郎『陸羯南：自由に公論を代表す』〈65〉2008年11月。ISBN 978-4-623-05280-6。
11. 赤澤英二『雪村周継：多年雪舟に学ぶといへども』〈66〉2008年12月。ISBN 978-4-623-05317-9。

 • 2009年刊
1. 神田龍身『紀貫之：あるかなきかの世にこそありけれ』〈67〉2009年1月。ISBN 978-4-623-05343-8。
2. 石井義長『空也：我が国の念仏の祖師と申すべし』〈68〉2009年2月。ISBN 978-4-623-05373-5。
3. 佐藤至子『山東京伝：滑稽洒落第一の作者』〈69〉2009年4月。ISBN 978-4-623-05459-6。
4. 木々康子『林忠正：浮世絵を越えて日本美術のすべてを』〈70〉2009年4月。ISBN 978-4-623-05412-1。
5. 笹本正治『真田氏三代：真田は日本一の兵』〈71〉2009年5月。ISBN 978-4-623-05444-2。
6. 今尾哲也『河竹黙阿弥：元のもくあみとならん』〈72〉2009年7月。ISBN 978-4-623-05491-6。
7. 小林惟司『犬養毅：党派に殉ぜず、国家に殉ず』〈73〉2009年7月。ISBN 978-4-623-05506-7。
8. 根立研介『運慶：天下復タ彫刻ナシ』〈74〉2009年8月。ISBN 978-4-623-05546-3。
9. B・M・ボダルト＝ベイリー 著、中直一 訳『ケンペル：礼節の国に来たりて』〈75〉2009年9月。ISBN 978-4-623-05560-9。
10. F・R・ディキンソン『大正天皇：一躍五大洲を雄飛す』〈76〉2009年9月。ISBN 978-4-623-05561-6。
11. 岡野友彦『北畠親房：大日本は神国なり』〈77〉2009年10月。ISBN 978-4-623-05564-7。
12. 梶川信行『額田王：熟田津に船乗りせむと』〈78〉2009年11月。ISBN 978-4-623-05598-2。
13. 小林惟司『二宮尊徳：財の生命は徳を生かすにあり』〈79〉2009年12月。ISBN 978-4-623-05611-8。

 • 2010年刊
1. 金子勇『吉田正：誰よりも君を愛す』〈80〉2010年1月。ISBN 978-4-623-05623-1。
2. 田端泰子『細川ガラシャ：散りぬべき時知りてこそ』〈81〉2010年2月。ISBN 978-4-623-05678-1。
3. 渡部育子『元明天皇・元正天皇：まさに今、都邑を建つべし』〈82〉2010年3月。ISBN 978-4-623-05721-4。
4. 小野寺龍太『栗本鋤雲：大節を堅持した亡国の遺臣』〈83〉2010年4月。ISBN 978-4-623-05765-8。
5. 清水多吉『西周：兵馬の権はいずこにありや』〈84〉2010年5月。ISBN 978-4-623-05774-0。
6. 品田悦一『斎藤茂吉：あかあかと一本の道とほりたり』〈85〉2010年6月。ISBN 978-4-623-05782-5。
7. 倉本一宏『三条天皇：心にもあらでうき世に長らへば』〈86〉2010年7月。ISBN 978-4-623-05788-7。
8. 岡本幸治『北一輝：日本の魂のドン底から覆へす』〈87〉2010年8月。ISBN 978-4-623-05836-5。
9. 由井常彦『安田善次郎：果報は練って待て』〈88〉2010年9月。ISBN 978-4-623-05853-2。
10. 伊丹敬之『本田宗一郎：やってみもせんで、何がわかる』〈89〉2010年9月。ISBN 978-4-623-05855-6。
11. 小林茂『薩摩治郎八：パリ日本館こそわがいのち』〈90〉2010年10月。ISBN 978-4-623-05867-9。
12. 小田部雄次『昭憲皇太后・貞明皇后：一筋に誠をもちて仕へなば』〈91〉2010年11月。ISBN 978-4-623-05908-9。
13. 島内景二『三島由紀夫：豊饒の海へ注ぐ』〈92〉2010年12月。ISBN 978-4-623-05912-6。

 • 2011年刊
1. 渡邊大門『宇喜多直家・秀家：西国進発の魁とならん』〈93〉2011年1月。ISBN 978-4-623-05927-0。
2. 笹本正治『武田勝頼：日本にかくれなき弓取』〈94〉2011年2月。ISBN 978-4-623-05978-2。
3. 武田晴人『岩崎弥太郎：商会之実ハ一家之事業ナリ』〈95〉2011年3月。ISBN 978-4-623-06020-7。
4. 上田正昭『雨森芳洲：互に欺かず争わず真実を以て交り候』〈96〉2011年4月。ISBN 978-4-623-06032-0。
5. 廣部泉『グルー：真の日本の友』〈97〉2011年5月。ISBN 978-4-623-06062-7。
6. 森靖夫『永田鉄山：平和維持は軍人の最大責務なり』〈98〉2011年6月。ISBN 978-4-623-06074-0。
7. 木本好信『藤原仲麻呂：率性は聡く敏くして』〈99〉2011年7月。ISBN 978-4-623-06092-4。
8. 古田武彦『俾弥呼（ひみか）：鬼道に事え、見る有る者少なし』〈100〉2011年9月。ISBN 978-4-623-06148-8。

 • 2012年刊
1. 小和田哲男『黒田如水：臣下百姓の罰恐るべし』〈101〉2012年1月。ISBN 978-4-623-06245-4。
2. 藤井信幸『池田勇人：所得倍増でいくんだ』〈102〉2012年1月。ISBN 978-4-623-06241-6。
3. 小林道彦『児玉源太郎：そこから旅順港は見えるか』〈103〉2012年2月。ISBN 978-4-623-06283-6。
4. 尼崎博正『七代目小川治兵衛：山紫水明の都にかへさねば』〈104〉2012年2月。ISBN 978-4-623-06285-0。
5. 生田美智子『高田屋嘉兵衛：只天下のためを存おり候』〈105〉2012年3月。ISBN 978-4-623-06311-6。
6. 秋山佐和子『原阿佐緒：うつし世に女と生れて』〈106〉2012年4月。ISBN 978-4-623-06337-6。
7. 倉地克直『池田光政：学問者として仁政行もなく候へば』〈107〉2012年5月。ISBN 978-4-623-06313-0。
8. 橘川武郎『出光佐三：黄金の奴隷たるなかれ』〈108〉2012年6月。ISBN 978-4-623-06369-7。
9. 川久保剛『福田恆存：人間は弱い』〈109〉2012年7月。ISBN 978-4-623-06388-8。
10. 十川信介『島崎藤村：「一筋の街道」を進む』〈110〉2012年8月。ISBN 978-4-623-06389-5。
11. 小玉武『佐治敬三：夢、大きく膨らませてみなはれ』〈111〉2012年9月。ISBN 978-4-623-06443-4。
12. 塚本学『塚本明毅：今や時は過ぎ、報国はただ文にあり』〈112〉2012年9月。ISBN 978-4-623-06409-0。
13. 渡邊大門『赤松氏五代：弓矢取って無双の勇士あり』〈113〉2012年10月。ISBN 978-4-623-06475-5。
14. 鈴木健一『林羅山：書を読みて未だ倦まず』〈114〉2012年11月。ISBN 978-4-623-06480-9。
15. 藤田達生『蒲生氏郷：おもひきや人の行方ぞ定めなき』〈115〉2012年12月。ISBN 978-4-623-06490-8。

 • 2013年刊
1. 小堀桂一郎『森鷗外：日本はまだ普請中だ』〈116〉2013年1月。ISBN 978-4-623-06497-7。
2. 吉田靖雄『行基：文殊師利菩薩の反化なり』〈117〉2013年2月。ISBN 978-4-623-06601-8。
3. 大橋良介『西田幾多郎：本当の日本はこれからと存じます』〈118〉2013年3月。ISBN 978-4-623-06614-8。
4. 大村敦志『穂積重遠：社会教育と社会事業とを両翼として』〈119〉2013年4月。ISBN 978-4-623-06588-2。
5. 木本好信『藤原四子：国家を鎮安す』〈120〉2013年5月。ISBN 978-4-623-06652-0。
6. 榎本泰子『宮崎滔天：万国共和の極楽をこの世に』〈121〉2013年6月。ISBN 978-4-623-06661-2。
7. 中村健之介『ニコライ：価値があるのは、他を憐れむ心だけだ』〈122〉2013年7月。ISBN 978-4-623-06695-7。
8. 田口章子『八代目坂東三津五郎：空前絶後の人』〈123〉2013年8月。ISBN 978-4-623-06696-4。
9. 十重田裕一『岩波茂雄：低く暮らし、高く想ふ』〈124〉2013年9月。ISBN 978-4-623-06735-0。
10. 野村玄『徳川家光：我等は固よりの将軍に候』〈125〉2013年9月。ISBN 978-4-623-06749-7。
11. 樋口知志『阿弖流為：夷俘と号すること莫かるべし』〈126〉2013年10月。ISBN 978-4-623-06699-5。
12. 老川慶喜『井上勝：職掌は唯クロカネの道作に候』〈127〉2013年10月。ISBN 978-4-623-06697-1。
13. 亀井俊介『有島武郎：世間に対して真剣勝負をし続けて』〈128〉2013年11月。ISBN 978-4-623-06698-8。
14. 櫻井良樹『加藤高明：主義主張を枉ぐるな』〈129〉2013年12月。ISBN 978-4-623-06607-0。

 • 2014年刊
1. 松村正義『金子堅太郎：槍を立てて登城する人物になる』〈130〉2014年1月。ISBN 978-4-623-06962-0。
2. 深津睦夫『光厳天皇：をさまらぬ世のための身ぞうれはしき』〈131〉2014年2月。ISBN 978-4623-07006-0。
3. 澤井啓一『山崎闇斎：天人唯一の妙、神明不思議の道』〈132〉2014年3月。ISBN 978-4-623-06700-8。
4. 天野忠幸『三好長慶：諸人之を仰ぐこと北斗泰山』〈133〉2014年4月。ISBN 978-4-623-07072-5。
5. ヨコタ村上孝之『二葉亭四迷：くたばってしまえ』〈134〉2014年5月。ISBN 978-4-623-07093-0。
6. 船岡誠『道元：道は無窮なり』〈135〉2014年6月。ISBN 978-4-623-07104-3。
7. 石川遼子『金沢庄三郎：地と民と語は相分つべからず』〈136〉2014年7月。ISBN 978-4-623-06701-5。
8. 後藤暢子『山田耕筰：作るのではなく生む』〈137〉2014年8月。ISBN 978-4-623-044313。
9. 小堀桂一郎『小堀鞆音：歴史画は故実に依るべし』〈138〉2014年9月。ISBN 978-4-623-06392-5。
10. 勝浦令子『孝謙・称徳天皇：出家しても政を行ふに豈障らず』〈139〉2014年10月。ISBN 978-4-623-07181-4。
11. 岸田裕之『毛利元就：武威天下無双、下民憐愍の文徳は未だ』〈140〉2014年11月。ISBN 978-4-623-07224-8。
12. 千葉一幹『宮沢賢治：すべてのさいはひをかけてねがふ』〈141〉2014年12月。ISBN 978-4-623-07245-3。

 • 2015年刊
1. 木本好信『藤原種継：都を長岡に遷さむとす』〈142〉2015年1月。ISBN 978-4-623-07226-2。
2. 美川圭『後白河天皇：日本第一の大天狗』〈143〉2015年2月。ISBN 978-4-623-07292-7。
3. 河上眞理、清水重敦『辰野金吾：美術は建築に応用されざるべからず』〈144〉2015年3月。ISBN 978-4-623-07360-3。
4. 山本隆志『山名宗全：金吾は鞍馬毘沙門の化身なり』〈145〉2015年4月。ISBN 978-4-623-07358-0。
5. 杉山滋郎『中谷宇吉郎：人の役に立つ研究をせよ』〈146〉2015年7月。ISBN 978-4-623-07413-6。
6. 若井敏明『仁徳天皇：煙立つ民のかまどは賑ひけり』〈147〉2015年7月。ISBN 978-4-623-07419-8。
7. 西田毅『竹越与三郎：世界的見地より経綸を案出す』〈148〉2015年8月。ISBN 978-4-623-07424-2。
8. 古橋信孝『柿本人麿：神とあらはれし事もたびたびの事也』〈149〉2015年9月。ISBN 978-4-623-07412-9。
9. 高村直助『永井尚志：皇国のため徳川家のため』〈150〉2015年9月。ISBN 978-4-623-07423-5。

 • 2016年刊
1. 入間田宣夫『藤原秀衡：義経を大将軍として国務せしむべし』〈151〉2016年1月。ISBN 978-4-623-07576-8。
2. 加納重文『九条兼実：社稷の志、天意神慮に答える者か』〈152〉2016年2月。ISBN 978-4-623-07577-5。
3. 末木文美士『親鸞：主上臣下、法に背く』〈153〉2016年3月。ISBN 978-4-623-07581-2。
4. 福家崇洋『満川亀太郎：慷慨の志猶存す』〈154〉2016年4月。ISBN 978-4-623-07682-6。
5. 光成準治『毛利輝元：西国の儀任せ置かるの由候』〈155〉2016年5月。ISBN 978-4-623-07689-5。
6. 瀧井一博『渡邉洪基：衆智を集むるを第一とす』〈156〉2016年8月。ISBN 978-4-623-07714-4。
7. 平井上総『長宗我部元親・盛親：四国一篇を切随へ、恣に威勢を振ふ』〈157〉2016年8月。ISBN 978-4-623-07762-5。
8. 新井孝重『護良親王：武家よりも君の恨めしく渡らせ給ふ』〈158〉2016年9月。ISBN 978-4-623-07820-2。
9. 小堀桂一郎『鈴木貫太郎：用うるに玄黙より大なるはなし』〈159〉2016年10月。ISBN 978-4-623-07842-4。
10. 亀田俊和『足利直義：下知、件のごとし』〈160〉2016年10月。ISBN 978-4-623-07794-6。
11. 須藤功『早川孝太郎：民間に存在するすべての精神的所産』〈161〉2016年11月。ISBN 978-4-623-07839-4。
12. 橋本富太郎『廣池千九郎：道徳科学とは何ぞや』〈162〉2016年11月。ISBN 978-4-623-07738-0。
13. 佐々木英昭『夏目漱石：人間は電車ぢやありませんから』〈163〉2016年12月。ISBN 978-4-623-07893-6。
14. 笠谷和比古『徳川家康：われ一人腹を切て、万民を助けべし』〈164〉2016年12月。ISBN 978-4-623-07869-1。

 • 2017年刊
1. 福田千鶴『春日局：今日は火宅を遁れぬるかな』〈165〉2017年1月。ISBN 978-4-623-07933-9。
2. 瀧浪貞子『藤原良房・基経：藤氏のはじめて摂政・関白したまう』〈166〉2017年2月。ISBN 978-4-623-07940-7。
3. 倉本一宏『藤原伊周・隆家：禍福は糾へる纏のごとし』〈167〉2017年2月。ISBN 978-4-623-07848-6。
4. 平瀬直樹『大内義弘：天命を奉り暴乱を討つ』〈168〉2017年3月。ISBN 978-4-623-08029-8。
5. 貝塚茂樹『天野貞祐：道理を信じ、道理に生きる』〈169〉2017年4月。ISBN 978-4-623-08030-4。
6. 吉田賢司『足利義持：累葉の武将を継ぎ、一朝の重臣たり』〈170〉2017年5月。ISBN 978-4-623-08056-4。
7. 澤村修治『唐木順三：あめつちとともに』〈171〉2017年6月。ISBN 978-4-623-08055-7。
8. 増田弘『石橋湛山：思想は人間活動の根本・動力なり』〈172〉2017年7月。ISBN 978-4-623-08092-2。
9. 家近良樹『西郷隆盛：人を相手にせず、天を相手にせよ』〈173〉2017年8月。ISBN 978-4-623-08097-7。
10. 川村邦光『出口なお・王仁三郎：世界を水晶の世に致すぞよ』〈174〉2017年9月。ISBN 978-4-623-08120-2。
11. 福島行一『大佛次郎：一代初心』〈175〉2017年10月。ISBN 978-4-623-07880-6。
12. 大橋信弥『小野妹子・毛人・毛野：唐國、妹子臣を號けて蘇因高と曰ふ』〈176〉2017年11月。ISBN 978-4-623-08168-4。
13. 谷崎昭男『保田與重郎：吾ガ民族ノ永遠ヲ信ズル故二』〈177〉2017年12月。ISBN 978-4-623-08223-0。

 • 2018年刊
1. 小野寺龍太『岩瀬忠震：五州何ぞ遠しと謂わん』〈178〉2018年1月。ISBN 978-4-623-08259-9。
2. 黒田基樹『北条氏政：乾坤を截破し太虚に帰す』〈179〉2018年2月。ISBN 978-4-623-08235-3。
3. 早房長治『村山龍平：新聞紙は以て江湖の輿論を載するものなり』〈180〉2018年4月。ISBN 978-4623083299。
4. 朧谷寿『藤原彰子：天下第一の母』〈181〉2018年5月。ISBN 978-4623083626。
5. 奥野陽子『式子内親王：たえだえかかる雪の玉水』〈182〉2018年6月。ISBN 978-4623083602。
6. 藤田覚『光格天皇：自身を後にし天下万民を先とし』〈183〉2018年7月。ISBN 978-4623083879。
7. 林田治男『エドモンド・モレル：鉄道御普譜最初より』〈184〉2018年8月。ISBN 978-4623084241。
8. 米倉誠一郎『松下幸之助：きみならできる、必ずできる』〈185〉2018年9月。ISBN 978-4623084265。
9. 新川敏光『田中角栄：同心円でいこう』〈186〉2018年9月。ISBN 978-4623084258。
10. 角鹿尚計『由利公正：万機公論に決し、私に論ずるなかれ』〈187〉2018年10月。ISBN 978-4623084548。
11. 武田徹『井深大：生活に革命を』〈188〉2018年11月。ISBN 978-4623084623。
12. 水野雄司『村岡典嗣：日本精神文化の真義を闡明せむ』〈189〉2018年11月。ISBN 978-4623084760。
13. 田付茉莉子『五代友厚：富国強兵は「地球上の道理」』〈190〉2018年12月。ISBN 978-4623084999。

 • 2019年刊
1. 斎藤英喜『折口信夫：神性を拡張する復活の喜び』〈191〉2019年1月。ISBN 978-4623085170。
2. 一坂太郎『久坂玄瑞：志気凡ならず、何卒大成致せかし』〈192〉2019年2月。ISBN 978-4623085521。
3. 光成準治『小早川隆景・秀秋：消え候わんとて、光増すと申す』〈193〉2019年3月。ISBN 978-4623085972。
4. 岡田清一『北条義時：これ運命の縮まるべき端か』〈194〉2019年4月。ISBN 978-4623086047。
5. 村井祐樹『六角定頼：武門の棟梁、天下を平定す』〈195〉2019年5月。ISBN 978-4623086399。
6. 小和田哲男『明智光秀・秀満：ときハ今あめが下しる五月哉』〈196〉2019年6月。ISBN 978-4623086566。
7. 米原謙『山川均：マルキシズム臭くないマルキストに』〈197〉2019年7月。ISBN 978-4623086696。
8. 森茂暁『懐良親王：日にそへてのかれんとのみ思ふ身』〈198〉2019年8月。ISBN 978-4623087419。
9. 鶴見太郎『柳田国男：感じたるまゝに』〈199〉2019年9月。ISBN 978-4623087396。
10. 古川秀昭『熊谷守一：目に見えないものを』〈200〉2019年9月。ISBN 978-4623087402。
11. 藤井崇『大内義隆：類葉武徳の家を称し、大名の器に載る』〈201〉2019年10月。ISBN 978-4623086788。
12. 奥武則『黒岩涙香：断じて利の為には非ざるなり』〈202〉2019年11月。ISBN 978-4623087501。
13. 山田康弘『足利義輝・義昭：天下諸侍、御主に候』〈203〉2019年12月。ISBN 978-4623087914。

 • 2020年刊
1. 高山龍三『河口慧海：雲と水との旅をするなり』〈204〉2020年1月。ISBN 978-4623087846。
2. 木下聡『斎藤氏四代：人天を守護し、仏想を伝えず』〈205〉2020年2月。ISBN 978-4623088089。
3. 室田保夫『山室軍平：無名ノ英雄、無名ノ豪傑タルヲ勉メン哉』〈206〉2020年3月。ISBN 978-4623089635。
4. 庄司武史『清水幾太郎：経験、この人間的なるもの』〈207〉2020年4月。ISBN 978-4623089581。
5. 神田千里『顕如：仏法再興の志を励まれ候べく候』〈208〉2020年5月。ISBN 978-4623089895。
6. 黒田基樹『北条氏綱：勝って甲の緒をしめよ』〈209〉2020年6月。ISBN 978-4623089598。
7. 田野勲『青山二郎：物は一眼 人は一口』〈210〉2020年7月。ISBN 978-4623090075。
8. 高橋博巳『浦上玉堂：白雲も我が閑適を羨まんか』〈211〉2020年8月。ISBN 978-4623090204。
9. 井上泰至『正岡子規：俳句あり則ち日本文学あり』〈212〉2020年9月。ISBN 978-4623090136。
10. 山田俊治『福地桜痴：無駄トスル所ノ者ハ実ハ開明ノ麗華ナリ』〈213〉2020年10月。ISBN 978-4623090648。
11. 中尾良信『栄西：大いなる哉、心や』〈214〉2020年11月。ISBN 978-4623090822。
12. 義江明子『推古天皇：遺命に従うのみ群言を待つべからず』〈215〉2020年12月。ISBN 978-4623090174。

 • 2021年刊
1. 鹿毛敏夫『大友義鎮：国君、以道愛人、施仁発政』〈216〉2021年1月。ISBN 978-4623090808。
2. 村井良太『市川房枝：後退を阻止して前進』〈217〉2021年2月。ISBN 978-4623090945。
3. 沖田行司『横井小楠：道は用に就くも是ならず』〈218〉2021年3月。ISBN 978-4623091317。
4. 武田晴人『渋沢栄一：よく集め、よく施された』〈219〉2021年4月。ISBN 978-4623091652。
5. 生駒孝臣『楠木正行・正儀：この楠は正成が子なり、正行が弟なり』〈220〉2021年5月。ISBN 978-4623092215。
6. 川合康『源頼朝：すでに朝の大将軍たるなり』〈221〉2021年6月。ISBN 978-4623092123。
7. 田端泰子『日野富子：政道の事、輔佐の力を合をこなひ給はん事』〈222〉2021年7月。ISBN 978-4623092284。
8. 小林信行『島田謹二：このアポリヤを解決する道はないか』〈223〉2021年8月。ISBN 978-4623092383。
9. 山形政昭、吉田与志也『ウィリアム・メレル・ヴォーリズ：失意も恵み』〈224〉2021年9月。ISBN 978-4623092642。
10. 井上寿一『広田弘毅：常に平和主義者だった』〈225〉2021年10月。ISBN 978-4623092680。
11. 長屋隆幸『山内一豊・忠義：播州以来、御騎馬は御身上に超過なり すでに朝の大将軍たるなり』〈226〉2021年11月。ISBN 978-4623093229。
12. 松尾剛次『最上氏三代：民のくたびれに罷り成り候』〈227〉2021年12月。ISBN 978-4623092741。

 • 2022年刊
1. 稲賀繁美『矢代幸雄：美術家は時空を超えて』〈228〉2022年1月。ISBN 978-4623093540。
2. 山下善也『狩野探幽・山雪：悉く新意を出し、狩野氏を一変す』〈229〉2022年2月。ISBN 978-4623093489。
3. 竹本知行『大村益次郎：全国を以て一大刀と為す』〈230〉2022年3月。ISBN 978-4623093670。
4. 武藤秀太郎『島田三郎：判決は国民の輿論に在り』〈231〉2022年4月。ISBN 978-4623093526。
5. 須藤功『宮本常一：人間の生涯は発見の歴史であるべし』〈232〉2022年5月。ISBN 978-4623093687。
6. 野口実『北条時政：頼朝の妻の父、近日の珍物か』〈233〉2022年6月。ISBN 978-4623094400。
7. 寺内浩『藤原純友：南海賊徒の首、伊予国日振島に屯聚す』〈234〉2022年7月。ISBN 978-4623094479。
8. 川村邦光『荒畑寒村：叛逆の文字とこしえに』〈235〉2022年8月。ISBN 978-4623094509。
9. 半藤英明『徳冨蘆花：天性に順ひ、眼光に依頼せよ』〈236〉2022年9月。ISBN 978-4623094639。
10. 井上泰至『山本健吉：芸術の発達は不断の個性の消滅』〈237〉2022年10月。ISBN 978-4623094455。
11. 四方田雅史『大川平三郎：一途に日本の製紙業の発展を考える男』〈238〉2022年11月。ISBN 978-4623094875。
12. 澤井啓一『伊藤仁斎：孔孟の真血脈を知る』〈239〉2022年12月。ISBN 978-4623095025。

 • 2023年刊
1. 片野真佐子『柏木義円：徹底して弱さの上に立つ』〈240〉2023年1月。ISBN 978-4623094516。
2. 足立尚計『橋本左内：人間自ら適用の士あり』〈241〉2023年2月。ISBN 978-4623095087。
3. 磯前順一『石母田正：暗黒のなかで眼をみひらき』〈242〉2023年8月。ISBN 978-4623095193。
4. 岩下哲典『山岡鉄舟・高橋泥舟：もとの姿はかわらざりけり』〈243〉2023年8月。ISBN 978-4623095780。
5. 今野元『上杉愼吉：国家は最高の道徳なり』〈244〉2023年9月。ISBN 978-4623096220。
6. 北村昌史『ブルーノ・タウト：「色彩建築」の達人』〈245〉2023年9月。ISBN 978-4623096008。
7. 川口浩『熊沢蕃山：まづしくはあれども康寧の福』〈246〉2023年10月。ISBN 978-4623096343。
8. 山本直人『亀井勝一郎：言葉は精神の脈搏である』〈247〉2023年10月。ISBN 978-4623096459。
9. 貝塚茂樹『吉田満：身捨つる程の祖国はありや』〈248〉2023年11月。ISBN 978-4623095797。
10. 佐伯真一『熊谷直実：浄土にも剛の者とや沙汰すらん 』〈249〉2023年12月。ISBN 978-4623096275。

 • 2024年刊
1. 高野秀晴『石田梅岩：我不肖の身にて儒を業とす』〈250〉2024年1月。ISBN 978-4623096565。
2. 伊藤孝夫『佐々木惣一：論理ノ正確ハ法理探究ノ目標ナリ』〈251〉2024年2月。ISBN 978-4623096541。
3. 樋口健太郎『藤原頼長・師長：よく王事を勤め以て我が恩に報いよ』〈252〉2024年3月。ISBN 978-4623097241。
4. 山本隆志『北条時頼：誤りて征夷の権を執る』〈253〉2024年4月。ISBN 978-4623097289。
5. 鈴木俊夫『高橋是清：尽人事而後楽天』〈254〉2024年5月。ISBN 978-4623096718。
6. 高橋龍夫『芥川龍之介：精神の自由を尊重するなり』〈255〉2024年6月。ISBN 978-4623097265。
7. 鳥羽耕史『安部公房：消しゴムで書く』2024年7月。〈256〉ISBN 978-4623097821。
8. 滝口明祥『井伏鱒二：ハナニアラシノタトヘモアルゾ』〈257〉2024年8月。ISBN 978-4623097739。
9. 木村幹『全斗煥：数字はラッキーセブンだ』〈258〉2024年9月。ISBN 978-4623098071。
10. 西野春雄『世阿弥：能の本を書く事、この道の命なり』〈259〉2024年10月。ISBN 978-4623097982。
11. 田尻祐一郎『本居宣長：天地万物、皆吾ガ賞楽ノ具ナルノミ』〈260〉2024年11月。ISBN 978-4623098019。
12. 坪内稔典『高浜虚子：余は平凡が好きだ』〈261〉2024年12月。ISBN 978-4623098620。

 • 2025年刊
1. 大石眞『井上毅：大僚を動かして、自己の意見を貫けり』〈262〉2025年1月。ISBN 978-4623098477。
2. 上垣外憲一『安重根：東風寒しといえど、壮士の義は熱し』〈263〉2025年2月。ISBN 978-4623098699。
3. 木下昌規『足利義政：花の御所、御所の地としてしかるべし』〈264〉2025年3月。ISBN 978-4623098941。
4. 中村知裕『龍造寺隆信：軍事に通じ甚だ機敏』〈265〉2025年4月。ISBN 978-4623099177。